# Stephan Ruß-Mohl

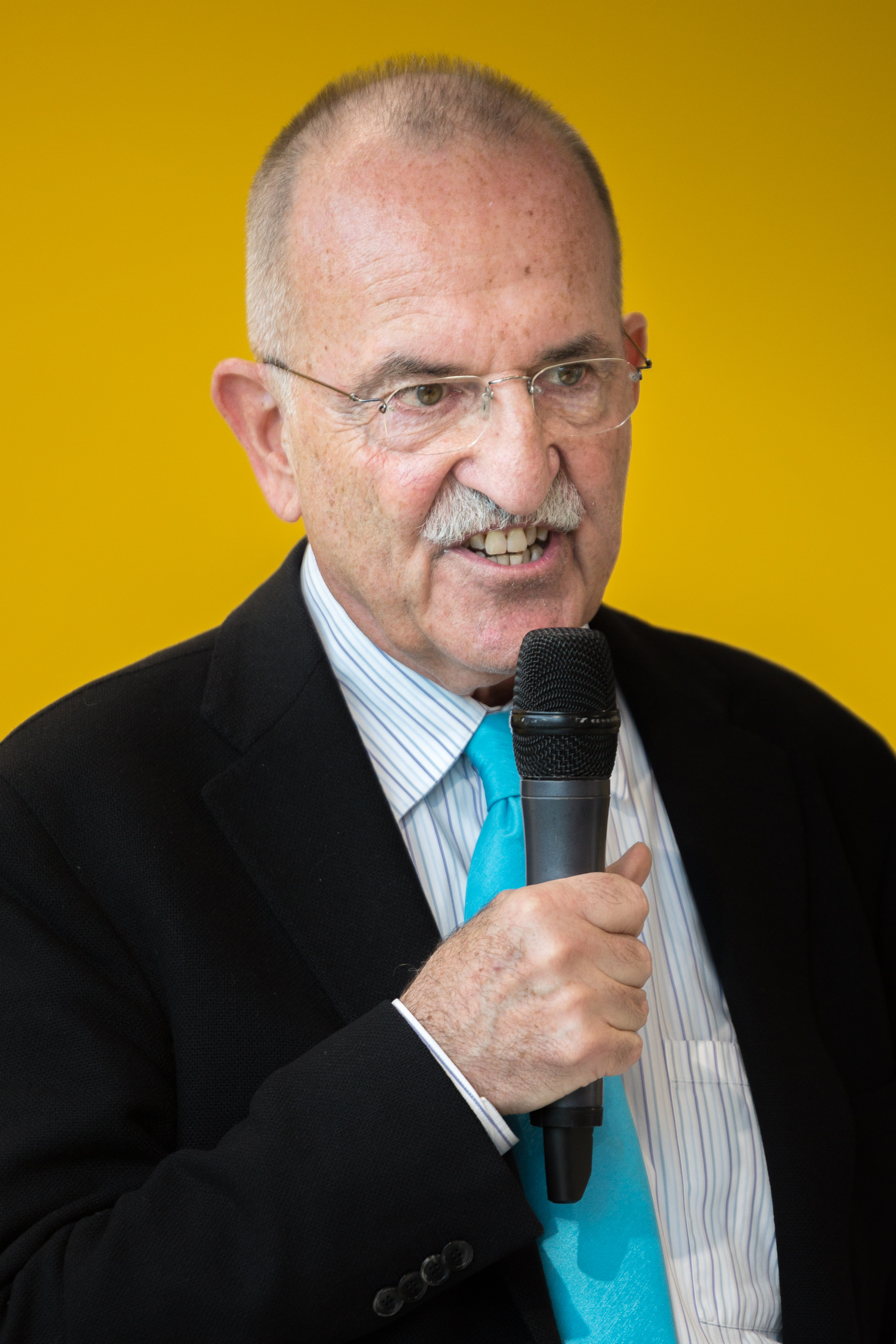
Ruß-Mohl bei der Vorstellung von Die informierte Gesellschaft und ihre Feinde auf der Frankfurter Buchmesse 2017

Stephan Ruß-Mohl (* 23. Mai 1950 in Frankfurt am Main) ist ein deutscher Medienwissenschaftler.

## Leben
Von 1985 bis 2001 war Stephan Ruß-Mohl Publizistik-Professor an der Freien Universität Berlin und dort für den Studiengang Journalisten-Weiterbildung und für das Journalisten-Kolleg verantwortlich.
Von 2002 bis 2018 war er Professor für Kommunikationswissenschaft an der Universität Lugano. Er war außerdem Leiter des Europäischen Journalismus-Observatoriums, das Trends in der Medienbranche beobachtet und ländervergleichende Journalismusforschung betreibt. Journalistisch ist er unter anderem für die Neue Zürcher Zeitung tätig.
Ruß-Mohl absolvierte Forschungsaufenthalte an der University of Wisconsin–Madison (1989), am Europäischen Hochschulinstitut in Florenz (1992) und an der Stanford University in Kalifornien (1995, 1999 und 2008).
Seine Forschungsfelder sind Qualitätssicherung und Qualitätsmanagement im Journalismus, Redaktionsmanagement, vergleichende Journalismus-Forschung (insbesondere: Deutschland, USA, Schweiz, Italien), Medien-Journalismus und Öffentlichkeitsarbeit für Medienunternehmen sowie Wirtschaftsberichterstattung.
Von ihm stammen Bücher zum Wissenschaftsjournalismus und zur Einführung in den Journalismus. Er entwarf außerdem einen ökonomischen Ansatz, um die Interessenlage von Journalisten zu beleuchten.
In den Rankings von Transparency International und Reporters sans frontières erkennt Ruß-Mohl einen Zusammenhang zwischen Pressefreiheit und Korruption.

„Den beiden Rankings zufolge korreliert ein hohes Maß an Pressefreiheit eindrucksvoll mit geringer Korruptionsanfälligkeit. Damit liegt die Folgerung nahe, Pressefreiheit helfe Korruption nachhaltig einzudämmen.“

Während der COVID-19-Pandemie kritisierte er die Berichterstattung der Medien und warf ihnen Einseitigkeit und Maßlosigkeit vor.
Ruß-Mohl ist Autor des Autoren-Blogs Carta.

## Schriften (Auswahl)
- Journalismus – Das Hand- und Lehrbuch. Frankfurt am Main 2003, ISBN 3-934191-62-2
- zusammen mit Susanne Fengler: Der Journalist als „Homo oeconomicus“. Konstanz 2005, ISBN 3-89669-466-9
- Kreative Zerstörung. Niedergang und Neuerfindung des Zeitungsjournalismus in den USA, Konstanz 2009, ISBN 978-3-86764-077-0
- als Hrsg. zusammen mit Heinz-Werner Nienstedt, Bartosz Wilczek: Journalism and Media Convergence. Berlin/Boston 2013, ISBN 978-3-11-030288-2
- Die informierte Gesellschaft und ihre Feinde. Warum die Digitalisierung unsere Demokratie gefährdet.[4] Herbert von Halem Verlag, Köln 2017, ISBN 978-3-86962-274-3